# Cajello
Cajello (Cajell nel locale dialetto varesotto), o Caiello, è un rione del comune di Gallarate, in provincia di Varese, posto nella zona settentrionale della città.
Fu un comune autonomo della provincia di Milano fino al 1923, anno in cui venne annesso al comune di Gallarate.

## Storia
Le prime notizie riguardanti il Vicus di Cajello risalgono all'epoca longobarda: viene infatti citato in un documento risalente all'anno 820 e in un testamento del 842.
Successivamente fece parte della pieve di Gallarate del Ducato di Milano. Al censimento del 1751 conteggiò 238 abitanti. Nel 1786 entrò nella neocostituita Provincia di Varese, soppressa cinque anni dopo.
In età napoleonica (1809) al comune di Cajello fu aggregato il comune di Premezzo; due anni dopo il comune di Cajello venne aggregato al comune di Besnate; tutti i centri recuperarono l'autonomia nel 1816, con la costituzione del Regno Lombardo-Veneto.
All'Unità d'Italia (1861) il comune di Cajello contava 420 abitanti; il comune venne soppresso ed aggregato a Gallarate nel 1923, quando risultava popolato da 1169 persone. Successivamente, a causa dell'espansione edilizia, il centro abitato venne inglobato nell'area urbana.